# Máriakálnok
Máriakálnok là một thị trấn thuộc hạt Győr-Moson-Sopron, Hungary. Thị trấn này có diện tích 15,48 km², dân số năm 2010 là 1685 người, mật độ 109 người/km².